# Qal'a dei Banu Hammad
La Qalʿa dei Banū Hammād (in arabo  قلعة بني حماد‎?, "La cittadella degli Hammadidi") è un sito archeologico che si trova in Algeria presso l'odierna città di Bishāra, a circa 200 km a sud-est della capitale Algeri. Si tratta di uno dei complessi fortificati della civiltà islamica più antichi e meglio conservati. Qui venne istituita nel 1007 come prima capitale della dinastia degli Hammadidi, in seguito distrutta nel 1152. La città si trova ad oltre 1.000 metri di altezza, circondata dalle montagne.
La città comprende una linea di mura lunga 7 chilometri. All'interno delle mura si trovano quattro complessi residenziali e la più grande moschea costruita in Algeria dopo quella di Mansurah. È simile nel design alla Grande Moschea di Kairouan, con un minareto alto 20 metri.
La Qalʿa dei Banū Hammād è stata inserita nel 1980 nell'elenco dei patrimoni dell'umanità dell'UNESCO e descritta come "un'autentica immagine di una città musulmana fortificata".
Gli scavi hanno portato alla luce numerose terrecotte, gioielli, monete e ceramiche che testimoniano l'alto livello di civiltà sotto la dinastia Hammadid. Tra i manufatti scoperti ci sono anche diverse fontane decorative che utilizzano il leone come motivo. I resti del palazzo dell'emiro, noto come Dar al-Bahr, comprendono tre residenze separate separate da giardini e padiglioni.

## Storia

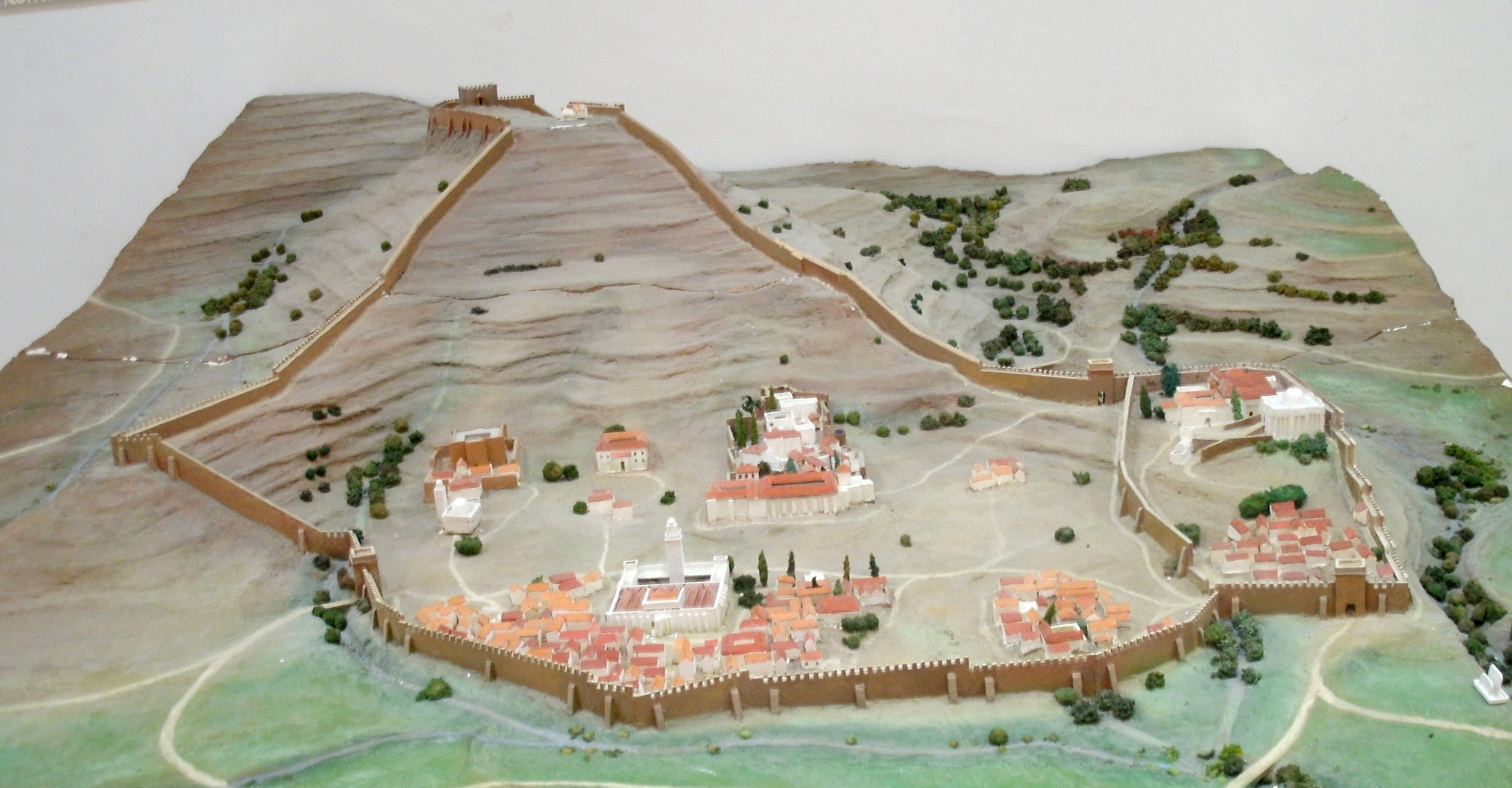
Modello della Kalâa

Il luogo era già abitato dai Numidi: un mosaico che rappresenta il trionfo di Anfitrite fu scoperto nel 1898 a 700 metri a est della città e depositato nel Museo delle Antichità di Algeri. Secondo i cronisti arabi, in particolare Ibn Hammad, la fortezza era chiamata il castello di Kiana ma anche il forte dello Specchio, e servì come rifugio ad Abu Yazid ("l'uomo con l'asino") nella sua rivolta contro i califfi fatimidi Al-Qaim e Al-Mansur.

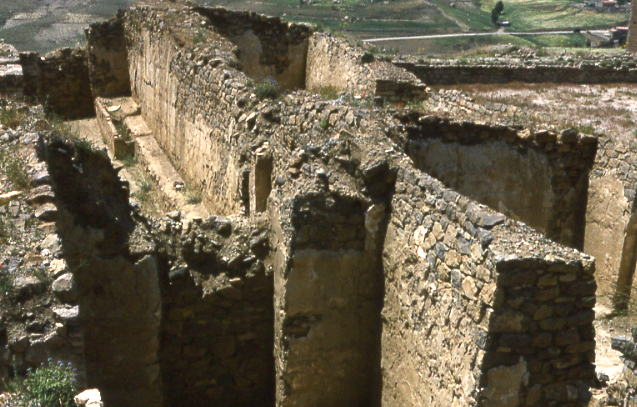
Rovine delle mura di Qal'a dei Banu Hammad

La fortezza fu costruita nel 1007 da Hammad ibn Buluggin, figlio di Buluggin ibn Ziri, e fondatore di Algeri. La città divenne la capitale dei berberi Hammadid, e subì un assedio da parte degli Ziridi nel 1017. Nel 1090 fu abbandonata sotto la minaccia dei Banu Hilal, e fu parzialmente distrutta dagli Almohadi nel 1152.

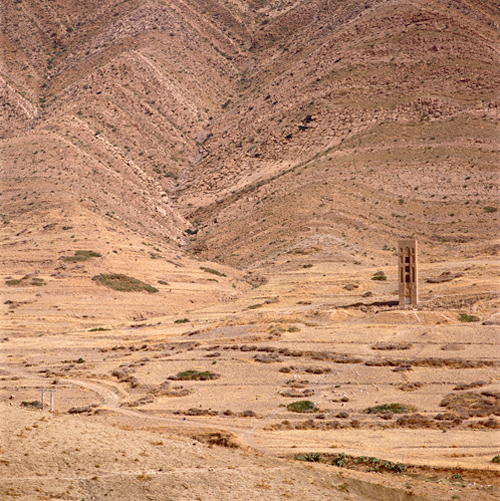
Al Qal'a dei Banu Hammad da lontano

La Qalaa è stata descritta da Al-Bakri nell'XI secolo come una grande e potente roccaforte militare e un centro di commercio che attirava carovane da tutto il Maghreb, dall'Iraq, dalla Siria, dall'Egitto e dall'Hejaz. Ibn Khaldun notò anche che l'abbondanza di viaggiatori era dovuta alla ricchezza di risorse offerte a coloro che erano interessati alle scienze, al commercio e alle arti. Il Qalaa attirò poeti, saggi e teologi. L'architettura degli Hammadidi influenzò anche quella dei Normanni.
Gli scavi iniziarono nel 1908, ripresero dal 1952 al 1956 e continuano ancora oggi poiché la maggior parte del sito rimane inesplorata e gli aspetti dei palazzi attendono ulteriori studi.

## Galleria d'immagini

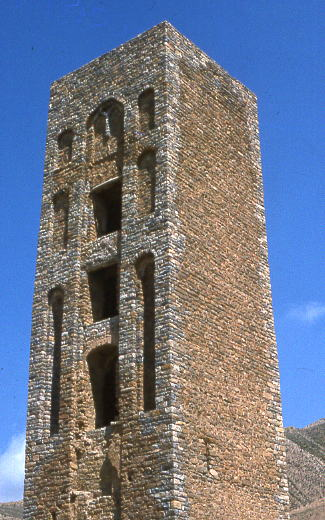
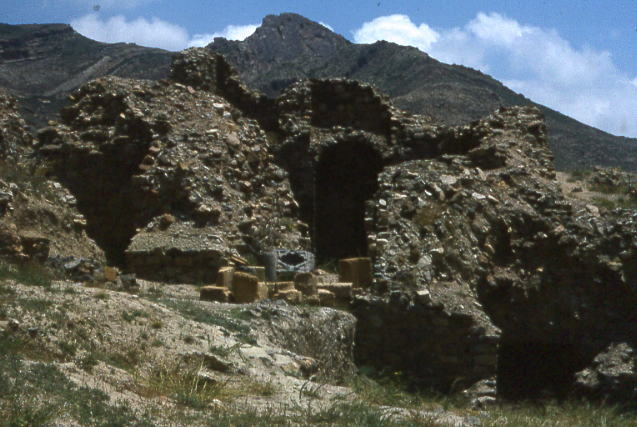
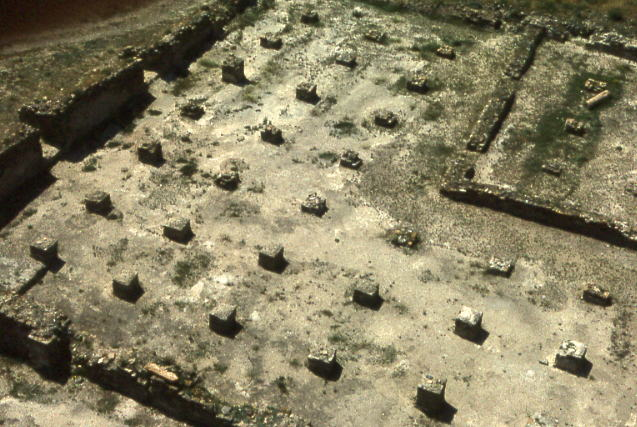
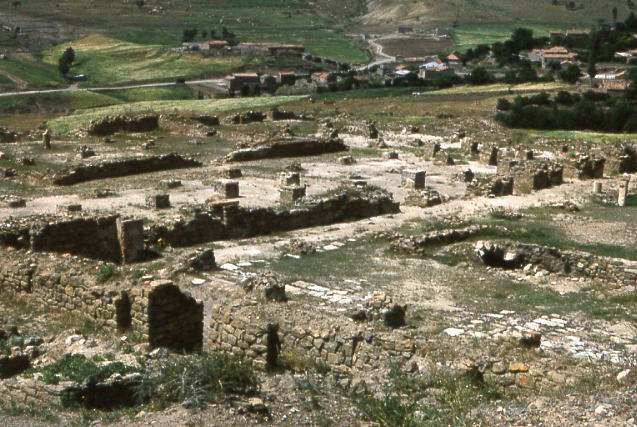
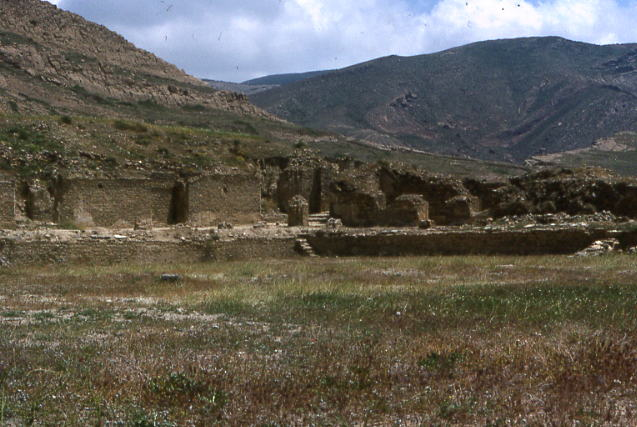
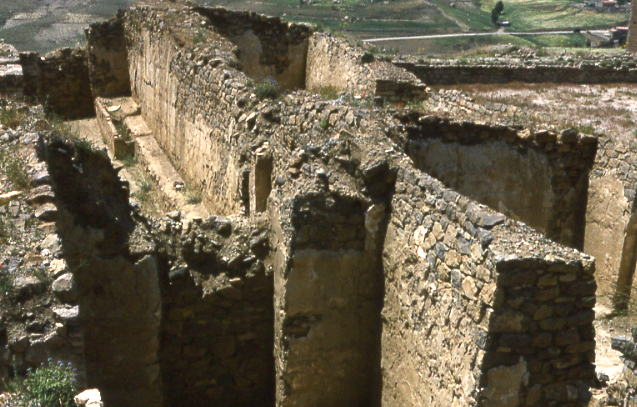
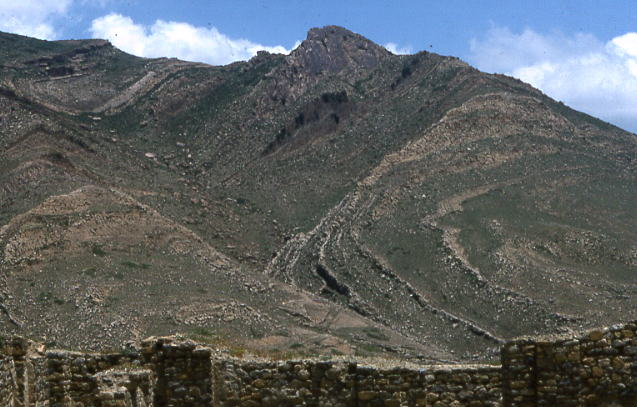
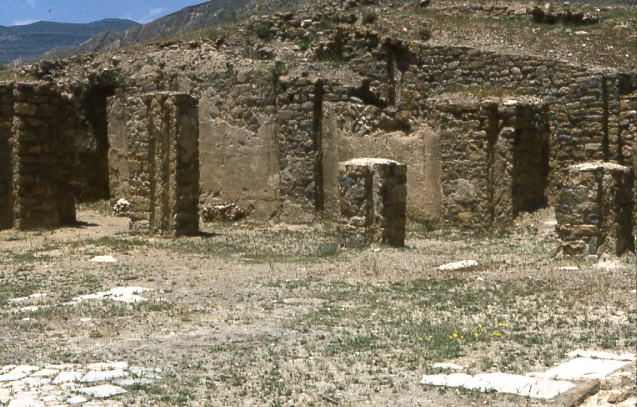
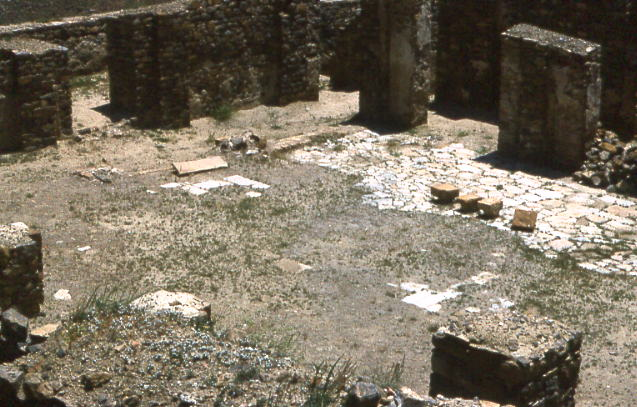
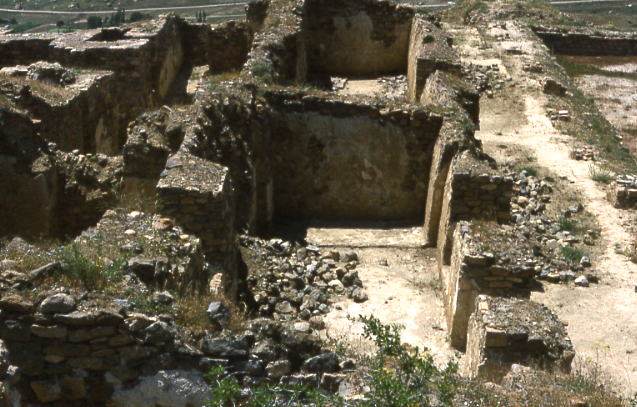
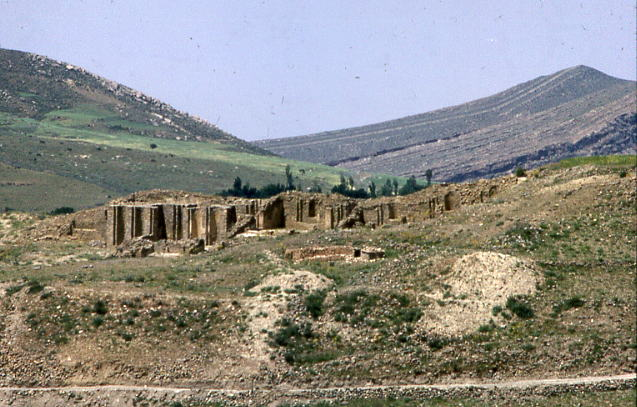
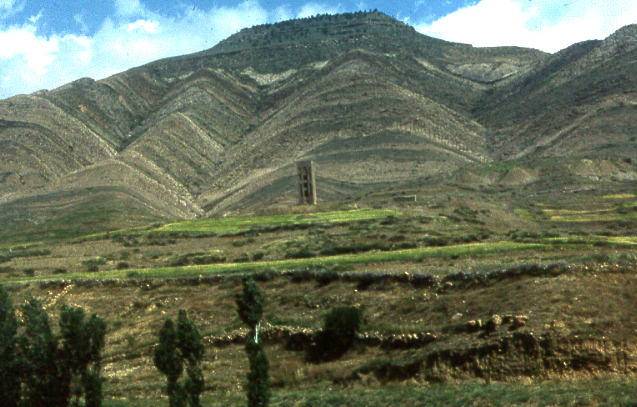
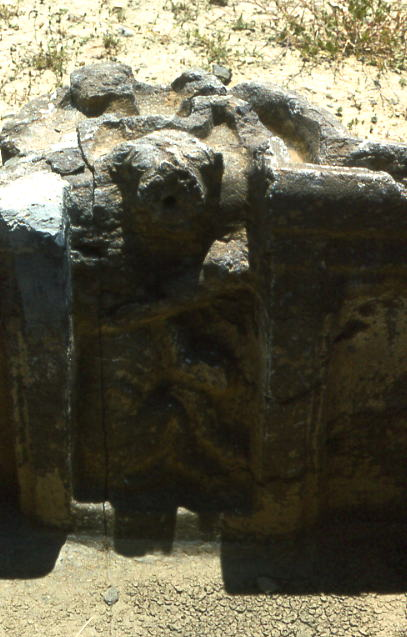
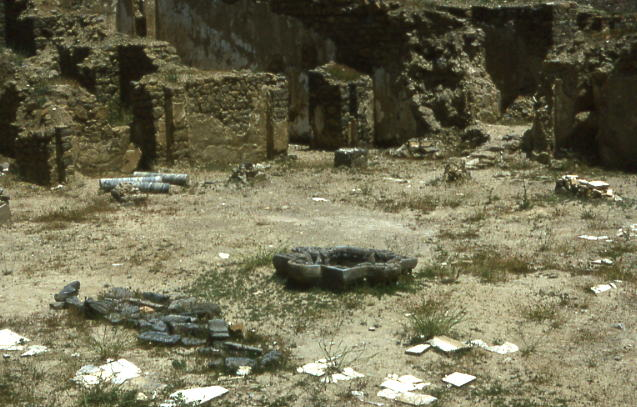

## Architettura

### Palazzi

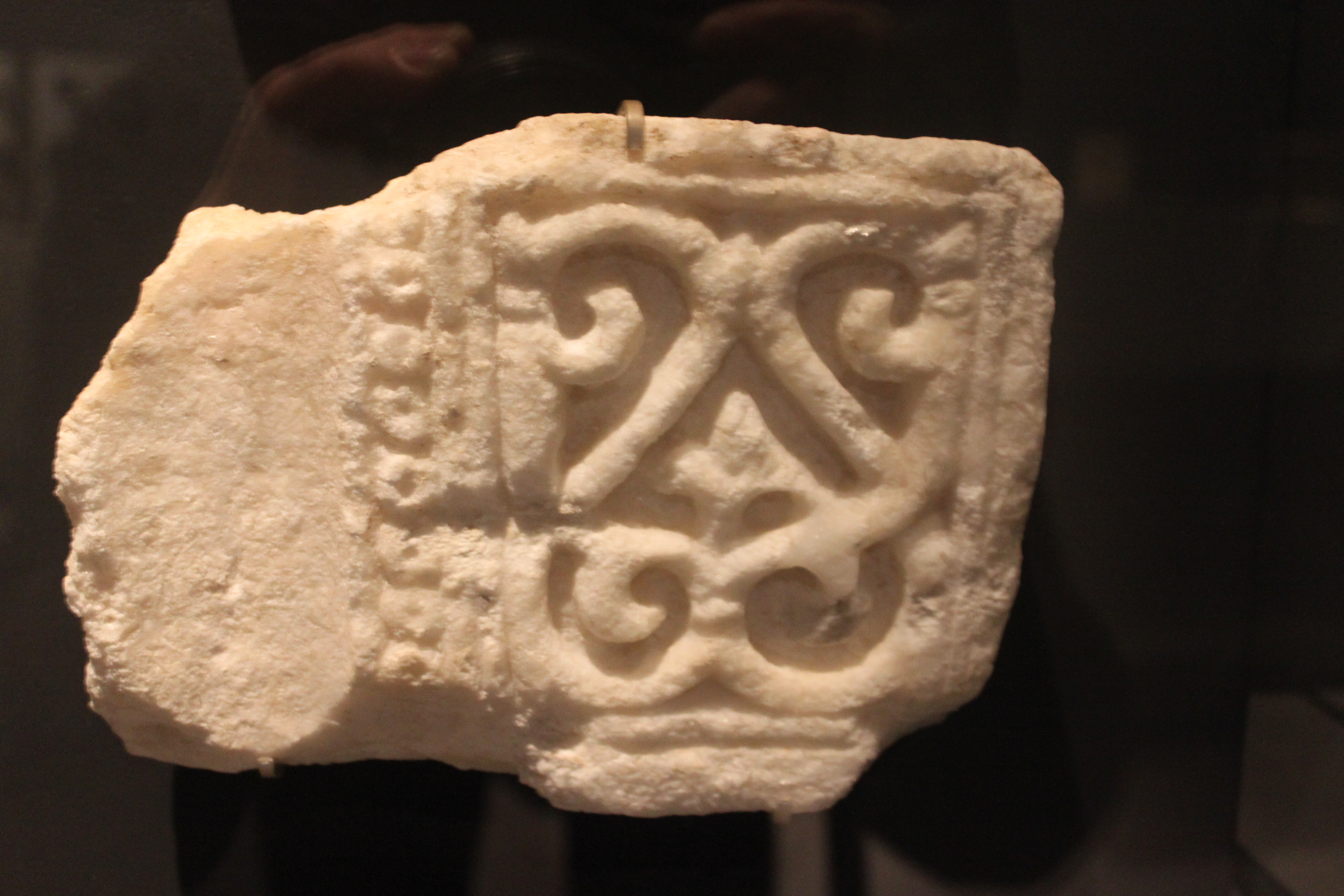
Opera da Qal'at Bani Hammad, attualmente conservata al Louvre

Gli emiri Hammadid costruirono cinque palazzi, la maggior parte dei quali sono ora distrutti. Il mastio del Palazzo dei Fanal (Qasr al-Manar) sopravvive. Il palazzo superiore è costituito da tre edifici disposti attorno a un cortile di forma irregolare: un appartamento privato, una sala a cupola e un'ala d'ingresso. 

## Dar al-Bahr, il Palazzo del Lago
Il palazzo di Dar al-Bahr (“Palazzo del mare”) ha preso il nome dalla sua piscina rettangolare, che misura 67 da 47 metri. Una rampa ad una estremità della piscina era usata per far scendere le barche. Riferimenti alle esposizioni nautiche di questa piscina appaiono nei racconti dei visitatori contemporanei. La piscina era circondata da un portico e vi si può accedere attraverso un ingresso monumentale sul lato est. A ovest della piscina c'è una terrazza elevata e un cortile con giardini. All'esterno delle mura del complesso del palazzo, i giardini si estendevano da est a ovest in tutta la città e ad una profondità di quasi 100 metri. I giardini non sono ancora stati esplorati dagli archeologi, anche se sono state scoperte delle fontane ornamentali.

## Storia
La fortezza fu costruita nel 1007 da Hammad ibn Buluggin, figlio di Buluggin ibn Ziri, fondatore di Algeri. La città divenne la capitale dei berbini Hammadid e sostenne un assedio dalla Zirida nel 1017. Nel 1090 fu abbandonata sotto la minaccia del Banu Hilal e fu parzialmente distrutta dagli Almohadi nel 1152.